# Murianette
Murianette ist eine französische Gemeinde mit 866 Einwohnern (Stand: 1. Januar 2022) im Département Isère in der Region Auvergne-Rhône-Alpes. Murianette gehört zum Arrondissement Grenoble und zum Kanton Meylan. Die Einwohner nennen sich Murianettois.

## Geographie
Murianette liegt im Längstal des Grésivaudan. Im Nordwesten erhebt sich der Mont Saint-Eynard, die äußerste Bergkette des Chartreuse-Gebirges. Dort liegt auch die Isère als Gemeindegrenze. Umgeben wird Murianette von den Nachbargemeinden Meylan im Norden und Nordwesten, Domène im Norden, Revel im Osten und Nordosten, Saint-Martin-d’Uriage im Süden und Osten, Venon im Süden und Südwesten sowie Gières im Westen und Südwesten.

## Bevölkerungsentwicklung
| Jahr                       | 1962 | 1968 | 1975 | 1982 | 1990 | 1999 | 2006 | 2018 |
| -------------------------- | ---- | ---- | ---- | ---- | ---- | ---- | ---- | ---- |
| Einwohner                  | 416  | 418  | 467  | 529  | 542  | 614  | 713  | 872  |
| Quellen: Cassini und INSEE |      |      |      |      |      |      |      |      |

## Sehenswürdigkeiten

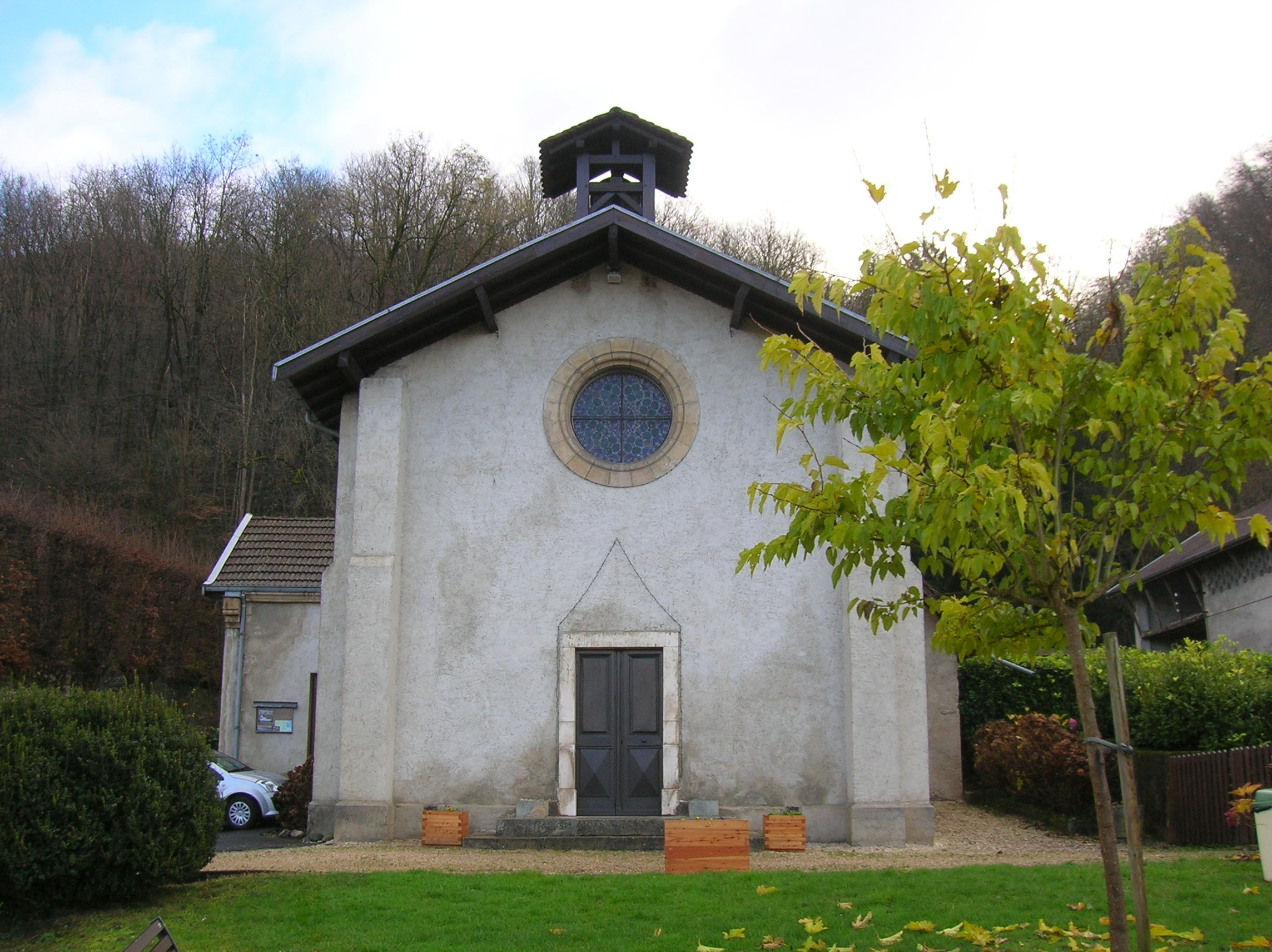
Kirche Saint-Félix
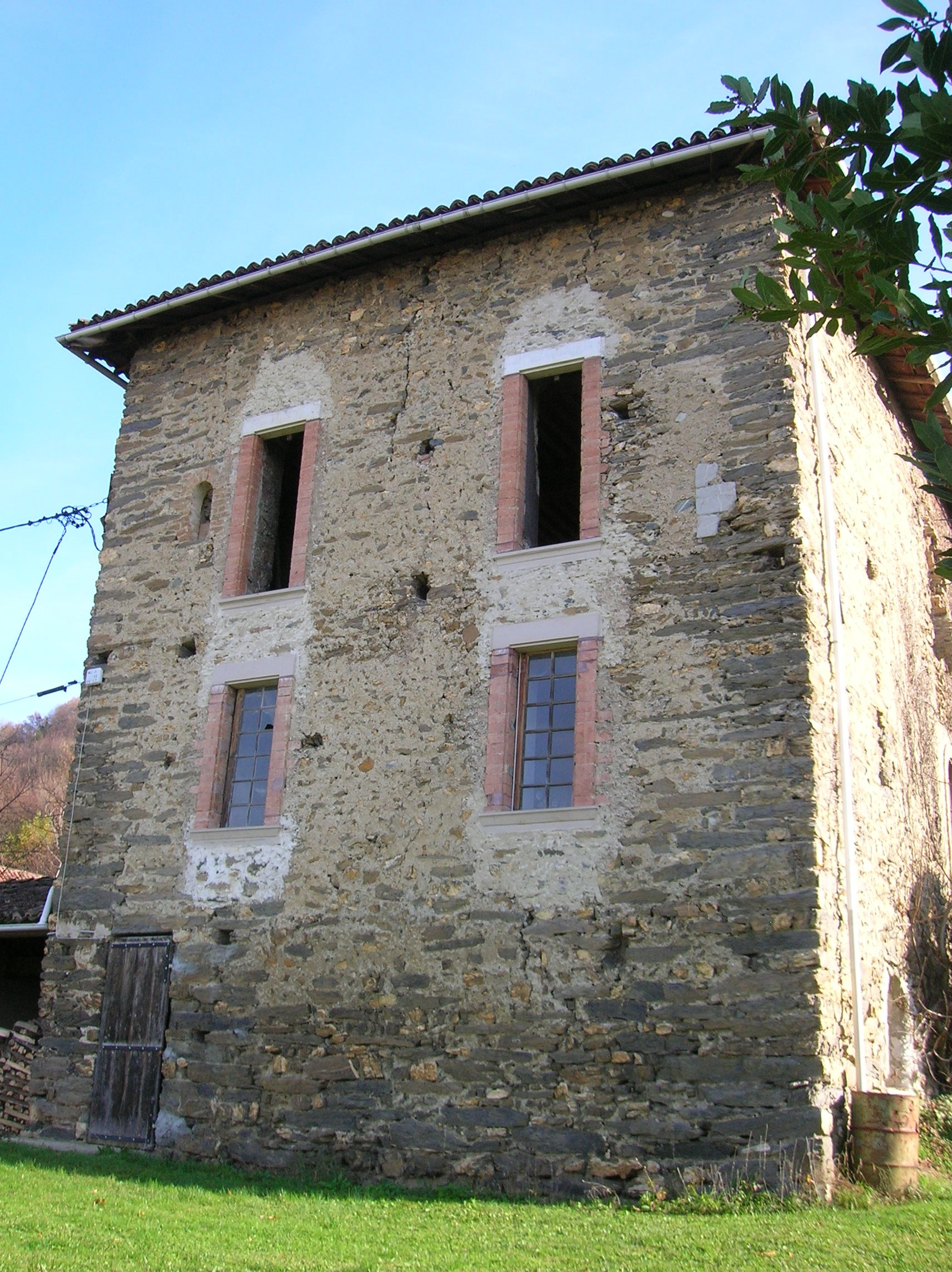
Turm Ravier
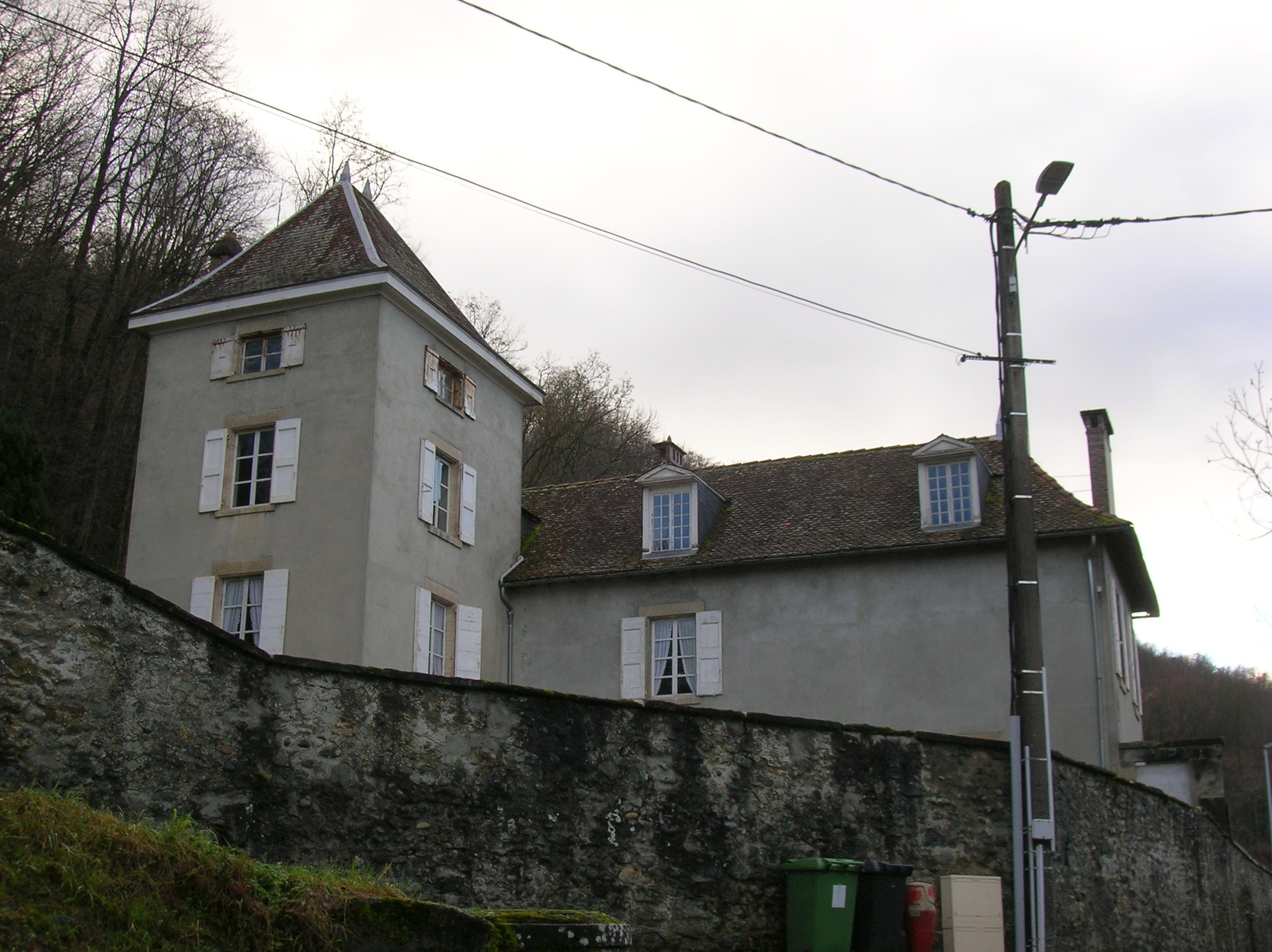
Schloss Loire
- Schloss Avallet

- Kirche Saint-Félix
- Turm Ravier
- Schloss Loire